# Lista dos principais grupos religiosos do Brasil
Religiões no Brasil (censo de 2022)
O censo demográfico realizado em 2000, pelo Instituto Brasileiro de Geografia e Estatística (IBGE), apontou a seguinte composição religiosa no Brasil: 73,8% dos brasileiros (cerca de 125 milhões) declaram-se católicos; 15,4% (cerca de 26,2 milhões) declaram-se protestantes ou evangélicos (tradicionais, pentecostais e neopentecostais); 7,4% (cerca de 12,5 milhões) declaram-se sem religião, podendo ser agnósticos, ateus ou deístas; 1,3% (cerca de 2,3 milhões) declaram-se espíritas; 0,3% declaram-se seguidores de religiões de matriz africana tais como o Candomblé, o tambor de Mina, além da Umbanda; 1,8% declaram-se seguidores de outras religiões, tais como: as testemunhas de Jeová (1,1 milhão), os budistas (215 mil), os santos dos Últimos Dias ou também chamados mórmons (200 mil), os messiânicos (109 mil), os judeus (87 mil), os esotéricos (58 mil), os muçulmanos (27 mil) e os espiritualistas (26 mil).

## Variação da afiliação religiosa por grupo
| Religião                   | 1970 | 1980 | 1991 | 2000 | 2010 | 2022  |
| -------------------------- | ---- | ---- | ---- | ---- | ---- | ----- |
| Catolicismo                | 91,8 | 89,0 | 83,3 | 73,9 | 64,6 | 56,74 |
| Protestantismo             | 5,2  | 6,6  | 9,0  | 15,6 | 22,2 | 26,85 |
| Sem religião               | 0,8  | 1,6  | 4,7  | 7,4  | 8,0  | 9,26  |
| Espiritismo                |      | 0,7  | 1,1  | 1,3  | 2,0  | 1,84  |
| Religiões afro-brasileiras |      | 0,6  | 0,4  | 0,3  | 0,3  | 1,05  |
| Outras religiões           |      | 1,3  | 1,4  | 1,8  | 3,2  | 4,01  |

## Distribuição das crenças em 2000
| Religião ou crença                | Religião ou crença                | Religião ou crença                | Total       | Total  | por situação domiciliar | por situação domiciliar | por situação domiciliar | por situação domiciliar | por sexo    | por sexo  | por sexo    | por sexo |
| Religião ou crença                | Religião ou crença                | Religião ou crença                | Total       | Total  | urbana                  | urbana                  | rural                   | rural                   | homens      | homens    | mulheres    | mulheres |
| Religião ou crença                | Religião ou crença                | Religião ou crença                | contingente | %      | contingente             | %                       | contingente             | %                       | contingente | %         | contingente | %        |
| --------------------------------- | --------------------------------- | --------------------------------- | ----------- | ------ | ----------------------- | ----------------------- | ----------------------- | ----------------------- | ----------- | --------- | ----------- | -------- |
| (total)                           | (total)                           | (total)                           | 169.872.856 | 100,00 | 137.925.238             | 100,00                  | 31.947.618              | 100,00                  | 83.602.317  | 100,00    | 86.270.539  | 100,00   |
| Católicas (total)                 | Católicas (total)                 | Católicas (total)                 | 125.518.774 | 73,89  | 98.939.872              | 71,73                   | 26.578.903              | 83,20                   | 62.171.584  | 74,37     | 63.347.189  | 73,43    |
| ·                                 | Católica apostólica romana        | Católica apostólica romana        | 124.980.132 | 73,57  | 98.475.959              | 71,40                   | 26.504.174              | 82,96                   | 61.901.888  | 74,04     | 63.078.244  | 73,12    |
| ·                                 | Católica apostólica brasileira    | Católica apostólica brasileira    | 500.582     | 0,295  | 430.245                 | 0,312                   | 70.337                  | 0,220                   | 250.201     | 0,299     | 250.380     | 0,290    |
| ·                                 | Católica ortodoxa                 | Católica ortodoxa                 | 38.060      | 0,022  | 33.668                  | 0,024                   | 4.392                   | 0,014                   | 19.495      | 0,023     | 18.565      | 0,022    |
| Protestantes (total)              | Protestantes (total)              | Protestantes (total)              | 26.184.941  | 15,41  | 22.736.910              | 16,48                   | 3.448.031               | 10,79                   | 11.444.063  | 13,69     | 14.740.878  | 17,09    |
| ·                                 | de missão (total)                 | de missão (total)                 | 6.939.765   | 4,085  | 6.008.100               | 4,356                   | 931.665                 | 2,916                   | 3.062.194   | 3,663     | 3.877.571   | 4,495    |
| ·                                 | ·                                 | Batista                           | 3.162.691   | 1,862  | 2.912.163               | 2,111                   | 250.528                 | 0,784                   | 1.344.946   | 1,609     | 1.817.745   | 2,107    |
| ·                                 | ·                                 | Adventista                        | 1.209.842   | 0,712  | 1.029.949               | 0,747                   | 179.893                 | 0,563                   | 538.981     | 0,645     | 670.860     | 0,778    |
| ·                                 | ·                                 | Luteranas                         | 1.062.145   | 0,625  | 681.345                 | 0,494                   | 380.800                 | 1,192                   | 523.994     | 0,627     | 538.152     | 0,624    |
| ·                                 | ·                                 | Presbiteriana                     | 981.064     | 0,578  | 904.552                 | 0,656                   | 76.512                  | 0,239                   | 427.458     | 0,511     | 553.606     | 0,642    |
| ·                                 | ·                                 | Metodista                         | 340.963     | 0,201  | 325.342                 | 0,236                   | 15.620                  | 0,049                   | 146.236     | 0,175     | 194.727     | 0,226    |
| ·                                 | ·                                 | Congregacional                    | 148.836     | 0,088  | 125.117                 | 0,091                   | 23.719                  | 0,074                   | 64.937      | 0,078     | 83.899      | 0,097    |
| ·                                 | ·                                 | outras                            | 34.224      | 0,020  | 29.630                  | 0,021                   | 4.593                   | 0,014                   | 15.642      | 0,019     | 18.582      | 0,022    |
| ·                                 | de origem pentecostal (total)     | de origem pentecostal (total)     | 17.617.307  | 10,37  | 15.256.085              | 11,06                   | 2.361.222               | 7,391                   | 7.677.125   | 9,183     | 9.940.182   | 11,52    |
| ·                                 | ·                                 | Assembleia de Deus                | 8.418.140   | 4,956  | 6.857.429               | 4,972                   | 1.560.711               | 4,885                   | 3.804.658   | 4,551     | 4.613.482   | 5,348    |
| ·                                 | ·                                 | Congregação Cristã no Brasil      | 2.489.113   | 1,465  | 2.148.941               | 1,558                   | 340.172                 | 1,065                   | 1.130.329   | 1,352     | 1.358.785   | 1,575    |
| ·                                 | ·                                 | Igreja Universal do Reino de Deus | 2.101.887   | 1,237  | 1.993.488               | 1,445                   | 108.399                 | 0,339                   | 800.227     | 0,957     | 1.301.660   | 1,509    |
| ·                                 | ·                                 | Evangelho quadrangular            | 1.318.805   | 0,776  | 1.253.276               | 0,909                   | 65.529                  | 0,205.5214              | 545.016     | 0,6526445 | 773.789     | 0,897    |
| ·                                 | ·                                 | Deus é amor                       | 774.830     | 0,456  | 649.252                 | 0,471                   | 125.577                 | 0,393                   | 331.707     | 0,397     | 443.123     | 0,514    |
| ·                                 | ·                                 | Maranata                          | 277.342     | 0,163  | 266.539                 | 0,193                   | 10.803                  | 0,034                   | 117.789     | 0,141     | 159.553     | 0,185    |
| ·                                 | ·                                 | Brasil para Cristo                | 175.618     | 0,103  | 159.713                 | 0,116                   | 15.904                  | 0,050                   | 76.132      | 0,091     | 99.485      | 0,115    |
| ·                                 | ·                                 | Casa da bênção                    | 128.676     | 0,076  | 120.891                 | 0,088                   | 7.785                   | 0,024                   | 51.557      | 0,062     | 77.119      | 0,089    |
| ·                                 | ·                                 | Nova vida                         | 92.315      | 0,054  | 91.008                  | 0,066                   | 1.307                   | 0,004                   | 35.352      | 0,042     | 56.964      | 0,066    |
| ·                                 | ·                                 | outras                            | 1.840.581   | 1,084  | 1.715.548               | 1,244                   | 125.033                 | 0,391                   | 784.359     | 0,938     | 1.056.222   | 1,224    |
| ·                                 | sem vínculo institucional (total) | sem vínculo institucional (total) | 1.046.487   | 0,616  | 945.874                 | 0,686                   | 100.612                 | 0,315                   | 454.087     | 0,543     | 592.400     | 0,687    |
| ·                                 | ·                                 | de origem pentecostal             | 336.259     | 0,198  | 305.734                 | 0,222                   | 30.525                  | 0,096                   | 144.707     | 0,173     | 191.552     | 0,222    |
| ·                                 | ·                                 | outros                            | 710.227     | 0,418  | 640.140                 | 0,464                   | 70.087                  | 0,219                   | 309.380     | 0,370     | 400.847     | 0,465    |
| ·                                 | outras religiões evangélicas      | outras religiões evangélicas      | 581.383     | 0,342  | 526.850                 | 0,382                   | 54.532                  | 0,171                   | 250.657     | 0,300     | 330.725     | 0,383    |
| Outros cristãos                   | Outros cristãos                   | Outros cristãos                   | 1.540.064   | 0,907  | 1.441.888               | 1,045                   | 98.175                  | 0,307                   | 646.264     | 0,773     | 893.800     | 1,036    |
| ·                                 | Testemunhas de Jeová              | Testemunhas de Jeová              | 1.104.886   | 0,650  | 1.045.600               | 0,758                   | 59.286                  | 0,186                   | 450.583     | 0,539     | 654.303     | 0,758    |
| ·                                 | Mórmon                            | Mórmon                            | 199.645     | 0,118  | 195.198                 | 0,142                   | 4.446                   | 0,014                   | 92.197      | 0,110     | 107.448     | 0,125    |
| ·                                 | outras                            | outras                            | 235.533     | 0,139  | 201.090                 | 0,146                   | 34.443                  | 0,108                   | 103.484     | 0,124     | 132.049     | 0,153    |
| Espírita                          | Espírita                          | Espírita                          | 2.262.401   | 1,332  | 2.206.418               | 1,600                   | 55.983                  | 0,175                   | 928.967     | 1,111     | 1.333.434   | 1,546    |
| Umbanda                           | Umbanda                           | Umbanda                           | 397.431     | 0,234  | 385.148                 | 0,279                   | 12.283                  | 0,038                   | 172.393     | 0,206     | 225.038     | 0,261    |
| Budismo                           | Budismo                           | Budismo                           | 214.873     | 0,126  | 203.772                 | 0,148                   | 11.101                  | 0,035                   | 96.722      | 0,116     | 118.152     | 0,137    |
| Novas religiões orientais (total) | Novas religiões orientais (total) | Novas religiões orientais (total) | 151.080     | 0,089  | 145.914                 | 0,106                   | 5.166                   | 0,016                   | 58.784      | 0,070     | 92.295      | 0,107    |
| ·                                 | Messiânica mundial                | Messiânica mundial                | 109.310     | 0,064  | 106.467                 | 0,077                   | 2.843                   | 0,009                   | 41.478      | 0,050     | 67.831      | 0,079    |
| ·                                 | outras                            | outras                            | 41.770      | 0,025  | 39.447                  | 0,029                   | 2.323                   | 0,007                   | 17.306      | 0,021     | 24.464      | 0,028    |
| Candomblé                         | Candomblé                         | Candomblé                         | 127.582     | 0,075  | 123.214                 | 0,089                   | 4.368                   | 0,014                   | 57.200      | 0,068     | 70.382      | 0,082    |
| Judaísmo                          | Judaísmo                          | Judaísmo                          | 86.825      | 0,051  | 86.316                  | 0,063                   | 509                     | 0,002                   | 43.597      | 0,052     | 43.228      | 0,050    |
| Tradições esotéricas              | Tradições esotéricas              | Tradições esotéricas              | 58.445      | 0,034  | 55.693                  | 0,040                   | 2.752                   | 0,009                   | 27.637      | 0,033     | 30.808      | 0,036    |
| Islâmica                          | Islâmica                          | Islâmica                          | 27.239      | 0,016  | 27.055                  | 0,020                   | 183                     | 0,001                   | 16.232      | 0,019     | 11.007      | 0,013    |
| Espiritualista                    | Espiritualista                    | Espiritualista                    | 25.889      | 0,015  | 24.507                  | 0,018                   | 1.382                   | 0,004                   | 10.901      | 0,013     | 14.987      | 0,017    |
| Tradições indígenas               | Tradições indígenas               | Tradições indígenas               | 17.088      | 0,010  | 6.463                   | 0,005                   | 10.625                  | 0,033                   | 9.175       | 0,011     | 7.913       | 0,009    |
| Hinduísmo                         | Hinduísmo                         | Hinduísmo                         | 2.905       | 0,002  | 2.861                   | 0,002                   | 43                      | 0,000                   | 1.521       | 0,002     | 1.383       | 0,002    |
| Outras religiosidades             | Outras religiosidades             | Outras religiosidades             | 15.484      | 0,009  | 13.243                  | 0,010                   | 2.241                   | 0,007                   | 7.393       | 0,009     | 8.091       | 0,009    |
| Outras religiões orientais        | Outras religiões orientais        | Outras religiões orientais        | 7.832       | 0,005  | 7.244                   | 0,005                   | 588                     | 0,002                   | 3.764       | 0,005     | 4.068       | 0,005    |
| Sem religião                      | Sem religião                      | Sem religião                      | 12.492.403  | 7,354  | 10.895.989              | 7,900                   | 1.596.414               | 4,997                   | 7.540.682   | 9,020     | 4.951.721   | 5,740    |
| sem declaração                    | sem declaração                    | sem declaração                    | 383.953     | 0,226  | 312.011                 | 0,226                   | 71.943                  | 0,225                   | 206.245     | 0,247     | 177.708     | 0,206    |
| não determinadas                  | não determinadas                  | não determinadas                  | 357.648     | 0,211  | 310.720                 | 0,225                   | 46.929                  | 0,147                   | 159.191     | 0,190     | 198.458     | 0,230    |